# Cryptomastax bicolor
Cryptomastax bicolor är en insektsart som beskrevs av Marius Descamps 1971. Cryptomastax bicolor ingår i släktet Cryptomastax och familjen Euschmidtiidae. Inga underarter finns listade i Catalogue of Life.